# The Faery Tale Adventure
The Faery Tale Adventure est un jeu vidéo de rôle développé par David Joiner et édité par MicroIllusions en 1987 sur Amiga. Le jeu a été adapté en 1988 sur Commodore 64 et PC (DOS) et en 1991 sur Mega Drive.

## Accueil
| The Faery Tale Adventure |      |       |
| Média                    | Nat. | Notes |
| Dragon Magazine          | US   | 4/5   |